# Bargfelder Moor
Koordinaten: 54° 3′ 1,4″ N, 9° 48′ 43,9″ O
Das Bargfelder Moor ist ein Moor in der Nähe des Ortsteiles Bargfeld der Gemeinde Aukrug im Kreis Rendsburg-Eckernförde, Schleswig-Holstein.
Das etwa 20 Hektar große Gebiet ist ein ehemaliges Hochmoor, in dem bis in die Nachkriegsjahre Torf abgebaut wurde. Für den Torfabbau wurde der Wasserstand gesenkt, so dass die typische Hochmoorvegetation größtenteils verschwand und sich Birken ausbreiteten.